# Scream, Queen! My Nightmare on Elm Street
Scream, Queen! My Nightmare on Elm Street é um documentário americano de 2019 dirigido por Roman Chimienti e Tyler Jensen. Ele examina o legado de A Nightmare on Elm Street 2: Freddy's Revenge, o segundo filme da franquia A Nightmare on Elm Street, e a vida do ator principal do filme, Mark Patton. Em particular, Freddy's Revenge conquistou reputação por seus temas e assuntos homoeróticos, o que afetou Patton, que estava no armário na época da produção do filme.

## Lançamento
Scream, Queen! estreou no Cleveland International Film Festival em Cleveland, Ohio, em 5 de abril de 2019. Posteriormente, foi exibido no Fantastic Fest em 22 de setembro de 2019, onde foi seguido por uma exibição de Freddy's Revenge em 35 mm.
Teve uma exibição teatral limitada em 27 de fevereiro de 2020 e foi lançado digitalmente e em DVD em 3 de março.

## Recepção crítica
No site agregador de críticas Rotten Tomatoes, o filme tem um índice de aprovação de 100% com base em 44 críticas, com uma classificação média de 8,2/10. O consenso diz: "Scream, Queen! My Nightmare on Elm Street baseia-se compassivamente na jornada pessoal de um ator para oferecer um reexame convincente e esclarecedor da primeira sequência da franquia." No Metacritic, o filme tem uma média ponderada de 64 em 100 com base em cinco críticas, indicando "críticas geralmente favoráveis".
Deirdre Crimmins, da Rue Morgue, chamou o filme de "um documentário direto e direto sobre um canto do mundo do terror que tem sido subestimado por tanto tempo e é uma carta de amor para aqueles que sempre o amaram". Trace Thurman do Bloody Disgusting chamou-o de "um filme tocante e comovente que é menos sobre a franquia A Nightmare on Elm Street e mais sobre como um homem assumiu o controle de sua narrativa e a usou para capacitar não apenas a si mesmo, mas a milhões de pessoas queer fãs de terror em todo o mundo." Jude Dry, do IndieWire, deu-lhe uma nota "A−" e escreveu que "Scream, Queen! chega aos recessos fabulosos dos fãs de terror queer, cineastas e acadêmicos para oferecer um relato completo e bem-humorado do clássico cult queer."
Frank Scheck, do The Hollywood Reporter, escreveu que "Scream, Queen! Às vezes parece um pouco auto-indulgente, explorando tantas tangentes que tende a perder o foco. No entanto, é um exame sociológico fascinante das circunstâncias que cercam um filme que inadvertidamente se tornou um clássico camp." Michael Ordoña do Los Angeles Times escreveu que "Talvez o documentário bem feito exagere o impacto cultural de um filme pouco visto e amplamente odiado. No entanto, ele ganha pontos por raspar a superfície de algo raramente discutido no fandom de cinema - homossexualidade no terror." Blake Goble, da Consequence of Sound, deu ao filme um "B +" e chamou-o de "uma emocionante lição de história de Hollywood e um apelo convincente para inclusão como um dos melhores lados do fandom. [...] Este é o lado positivo ao longo das garras desagradáveis de Freddy Krueger."
Dennis Harvey, da Variety, fez uma crítica mais crítica do filme, escrevendo: "Queixoso, ainda ressentido e às vezes contraditório em sua perspectiva, Patton não pode deixar de ver esta história como 'tudo sobre mim', mesmo quando (eventualmente) outros o chamam de visão de túnel. Seu senso um tanto distorcido de vitimização atrapalha a abordagem de outras questões interessantes sobre Freddy's Revenge, deixando este documento adequadamente elaborado mediano, na melhor das hipóteses, como uma espécie de investigação glorificada de DVD-extra.

### Elogios
Scream, Queen! My Nightmare on Elm Street foi indicado para o GLAAD Media Award de Melhor Documentário de 2021.